# 시편 4편
시편 4편은 시편의 네 번째 시편이다. 라틴어에서는 "Cum invocarem"으로 알려져 있다. 이 시편은 전통적으로 다윗의 것으로 여겨지지만 현대 학자들은 그의 저자를 인정하지 않는다. 시편의 메시지는 죄인의 승리는 일시적일 뿐이며 오직 회개만이 참된 행복을 가져올 수 있다는 것이다.
시편은 유대교, 가톨릭, 루터교, 성공회 및 기타 개신교 전례의 정규 부분을 형성한다.

## 내용
1 내 의의 하나님이여 내가 부를 때에 응답하소서 곤란 중에 나를 너그럽게 하셨사오니 내게 은혜를 베푸사 나의 기도를 들으소서
2 인생들아 어느 때까지 나의 영광을 바꾸어 욕되게 하며 헛된 일을 좋아하고 거짓을 구하려는가 (셀라)
3 여호와께서 자기를 위하여 경건한 자를 택하신 줄 너희가 알지어다 내가 그를 부를 때에 여호와께서 들으시리로다
4 너희는 떨며 범죄하지 말지어다 자리에 누워 심중에 말하고 잠잠할지어다 (셀라)
5 의의 제사를 드리고 여호와를 의지할지어다
6 여러 사람의 말이 우리에게 선을 보일 자 누구뇨 하오니 여호와여 주의 얼굴을 들어 우리에게 비추소서
7 주께서 내 마음에 두신 기쁨은 그들의 곡식과 새 포도주가 풍성할 때보다 더하니이다
8 내가 평안히 눕고 자기도 하리니 나를 안전히 살게 하시는 이는 오직 여호와이시니이다

### 히브리어 버전
| 절 | 내용                                                      |
| -- | --------------------------------------------------------- |
| 1  | .לַמְנַצֵּחַ בִּנְגִינוֹת, מִזְמוֹר לְדָוִד                                |
| 2  | .בְּקָרְאִי, עֲנֵנִי אֱלֹהֵי צִדְקִי--בַּצָּר, הִרְחַבְתָּ לִּי; חָנֵּנִי, וּשְׁמַע תְּפִלָּתִי   |
| 3  | .בְּנֵי אִישׁ, עַד-מֶה כְבוֹדִי לִכְלִמָּה--תֶּאֱהָבוּן רִיק; תְּבַקְשׁוּ כָזָב סֶלָה    |
| 4  | .וּדְעוּ--כִּי-הִפְלָה יְהוָה, חָסִיד לוֹ; יְהוָה יִשְׁמַע, בְּקָרְאִי אֵלָיו       |
| 5  | .רִגְזוּ, וְאַל-תֶּחֱטָאוּ: אִמְרוּ בִלְבַבְכֶם, עַל-מִשְׁכַּבְכֶם; וְדֹמּוּ סֶלָה        |
| 6  | .זִבְחוּ זִבְחֵי-צֶדֶק; וּבִטְחוּ, אֶל-יְהוָה                            |
| 7  | .רַבִּים אֹמְרִים, מִי-יַרְאֵנוּ-טוֹב: נְסָה עָלֵינוּ, אוֹר פָּנֶיךָ יְהוָה       |
| 8  | .נָתַתָּה שִׂמְחָה בְלִבִּי; מֵעֵת דְּגָנָם וְתִירוֹשָׁם רָבּוּ                     |
| 9  | .בְּשָׁלוֹם יַחְדָּו, אֶשְׁכְּבָה וְאִישָׁן: כִּי-אַתָּה יְהוָה לְבָדָד; לָבֶטַח, תּוֹשִׁיבֵנִי |

## 문맥
시편 4편은 전통적으로 다윗이 지은 것으로 여겨지지만 현대 학자들은 그의 저자를 인정하지 않는다. 시편의 라틴어 제목은 Cum invocarem이다.
시편의 본문은 다윗이 압살롬에게 말하면서 모든 죄인에게 말하는 것을 반영한다. 시편의 메시지는 죄인의 승리는 일시적이고 무의미하며 회개만이 진정한 행복을 가져올 수 있다는 것이다. 이는 과거의 고난에서 구원해 달라는 하나님께 간구하는 것이다.
이것은 제목에 언급된 악기인 현악기가 나오는 첫 번째 시편이다. 또한 이전 시편인 시편 3편을 끝내는 '셀라'가 있었다. 그러나 '셀라'가 의미하는 바에 대해서는 의견이 일치하지 않는다. 인기 있는 현대식 보기에는 일시 중지, 반성 또는 리프팅이 포함될 수 있다. 시적으로 셀라가 연결되어 있다면 다윗이 시편 3편을 낭독한 다음 잠시 멈추고 노래를 시작하면서 하프를 계속 연주하는 것과 같다. 주제는 거짓되고 참된 예배일 뿐만 아니라 거짓되고 참된 만족이 된다. 다윗은 '그들이 형통하기를 원하나'라고 노래하지만 다윗은 이를 가지고 있고 '그들의 곡식과 새 포도주가 많을 때보다' 더 만족한다.
많은 사람들이 이 시편에서 교차 구조를 발견한다.